# Neopomacentrus flavicauda
Neopomacentrus flavicauda là một loài cá biển thuộc chi Neopomacentrus trong họ Cá thia. Loài này được mô tả lần đầu tiên vào năm 2021.

## Phân loại học
Loài này ban đầu được Allen và Randall mô tả với danh pháp là Neopomacentrus xanthurus, nhưng N. xanthurus lại là một danh pháp đồng nghĩa thứ cấp của Dascyllus xanthurus (= Neopomacentrus violascens). Điều này không hợp lệ khi cả hai danh pháp như thế cùng thuộc phân loại trong một chi, dựa theo bộ Mã Quốc tế về Danh mục động vật học (ICZN). Vì vậy, Fricke với Allen đã chuyển loài này sang danh pháp là N. flavicauda.

## Từ nguyên
Từ định danh được ghép bởi hai âm tiết trong tiếng Latinh: flavus ("màu vàng") và oura ("đuôi"), hàm ý đề cập đến vây đuôi màu vàng của loài cá này.

## Phạm vi phân bố và môi trường sống
N. flavicauda được ghi nhận ở phía nam Biển Đỏ, từ thành phố Jeddah (Ả Rập Xê Út) trải dài về phía nam đến vịnh Aden. Chúng sống tập trung gần những rạn san hô ở độ sâu đến 15 m.

## Mô tả
Chiều dài tối đa được ghi nhận ở N. flavicauda là 6 cm. N. flavicauda có màu nâu xám; cuống đuôi và vây đuôi có màu vàng.
Số gai ở vây lưng: 13; Số tia vây ở vây lưng: 10–12; Số gai ở vây hậu môn: 2; Số tia vây ở vây hậu môn: 10–11; Số gai ở vây bụng: 1; Số tia vây ở vây bụng: 5.

## Sinh thái học
Thức ăn của N. flavicauda là các loài động vật phù du. Cá đực có tập tính bảo vệ và chăm sóc trứng; trứng bám vào nền đáy (như trên bề mặt các tảng đá hoặc san hô).